# Antelope (Dakota del Sud)
Antelope è un census-designated place (CDP) degli Stati Uniti d'America, situato nel Dakota del Sud, nella contea di Todd.